# Campeonato Mundial de Ginástica Artística de 2010 - Solo masculino
A competição de solo masculino do Campeonato Mundial de Ginástica Artística de 2010 teve sua final disputada no dia 23 de outubro. A qualificatória que definiu os ginastas finalistas foi disputada em 18 e 19 de outubro.

## Medalhistas
| Ouro   | GRE Eleftherios Kosmidis |
| Prata  | JPN Kohei Uchimura       |
| Bronze | GBR Daniel Purvis        |

## Resultados

### Qualificatória
Esses são os resultados da qualificatória.
| Pos. | Ginasta                  | Total  | Nota |
| ---- | ------------------------ | ------ | ---- |
| 1    | GRE Eleftherios Kosmidis | 15,466 | Q    |
| 2    | ISR Alexander Shatilov   | 15,308 | Q    |
| 3    | GBR Daniel Purvis        | 15,266 | Q    |
| 4    | USA Steven Legendre      | 15,233 | Q    |
| 5    | BUL Eddie Penev          | 15,066 | Q    |
| 6    | ROU Flavius Koczi        | 15,000 | Q    |
| 7    | FRA Thomas Bouhail       | 14,966 | Q    |
| 8    | JPN Kohei Uchimura       | 14,966 | Q    |
| 9    | CHI Enrique González     | 14,933 | R    |
| 10   | ESP Isaac Botella        | 14,866 | R    |
| 11   | AUS Thomas Pichler       | 14,825 | R    |

- Q - qualificado para a final
- R - reserva

### Final
Esses são os resultados da final.
| Pos. | Ginasta                  | Nota D | Nota E | Pen. | Total  |
| ---- | ------------------------ | ------ | ------ | ---- | ------ |
|      | GRE Eleftherios Kosmidis | 6,600  | 9,100  |      | 15,700 |
|      | JPN Kohei Uchimura       | 6,500  | 9,083  |      | 15,533 |
|      | GBR Daniel Purvis        | 6,500  | 8,866  |      | 15,366 |
| 4    | ISR Alexander Shatilov   | 6,400  | 8,933  |      | 15,333 |
| 5    | FRA Thomas Bouhail       | 6,100  | 9,100  |      | 15,200 |
| 6    | BUL Eddie Penev          | 6,500  | 8,566  | 0,1  | 15,066 |
| 7    | ROU Flavius Koczi        | 6,200  | 8,866  |      | 15,066 |
| 8    | USA Steven Legendre      | 6,300  | 7,300  |      | 13,600 |